# Monocelis
Monocelis är ett släkte av plattmaskar. Monocelis ingår i familjen Monocelididae.

## Dottertaxa tillMonocelis, i alfabetisk ordning[1][2]
- Monocelis alboguttata
- Monocelis anguilla
- Monocelis anta
- Monocelis balanocephala
- Monocelis beata
- Monocelis caudatus
- Monocelis cincta
- Monocelis colpotriplicis
- Monocelis corallicola
- Monocelis durhami
- Monocelis excavata
- Monocelis fasciata
- Monocelis fuhrmanni
- Monocelis fusca
- Monocelis galapagoensis
- Monocelis gamblei
- Monocelis glaucus
- Monocelis gracilis
- Monocelis honorei
- Monocelis hopkinsi
- Monocelis hyalina
- Monocelis lacteus
- Monocelis lineata
- Monocelis longiceps
- Monocelis longistyla
- Monocelis macrobulbus
- Monocelis mediterranea
- Monocelis nexilis
- Monocelis nitida
- Monocelis oculifera
- Monocelis pardus
- Monocelis parvula
- Monocelis pictocephala
- Monocelis psilus
- Monocelis rupisrubrae
- Monocelis rutilans
- Monocelis spatulicauda
- Monocelis spectator
- Monocelis subulatus
- Monocelis tabira
- Monocelis tenella
- Monocelis welhelmii
- Monocelis viridorostris